# Andrij Jermak
Andrij Borysovytj Jermak (ukrainska: Андрій Борисович Єрмак), född 21 november 1971 i Kiev i Ukrainska SSR, är en ukrainsk filmproducent, jurist och politiker. 
Andrij Jermak har en ukrainsk far och en rysslandsfödd mor. Han studerade 1990–1995 på Taras Sjevtsjenko-universitetet i Kiev, där han tog magisterexamen i internationell rätt. Han grundade 1997 en advokatfirma och arbetade framför allt med affärsjuridik. Andrij Jermak grundade 2012 Garnet International Media Group och var där filmproducent.
Jermak kom i kontakt med den blivande presidenten Volodymyr Zelenskyj 2011, när denne var programledare för tevekanalen Inter. Han arbetade inom Zelenskyjs kampanjorganisation inför presidentvalet 2019 och utsågs 2020 till chef för presidentkansliet. Han är också ledamot av det nationella säkerhets- och försvarsrådet. 